# نبرد شیاپی

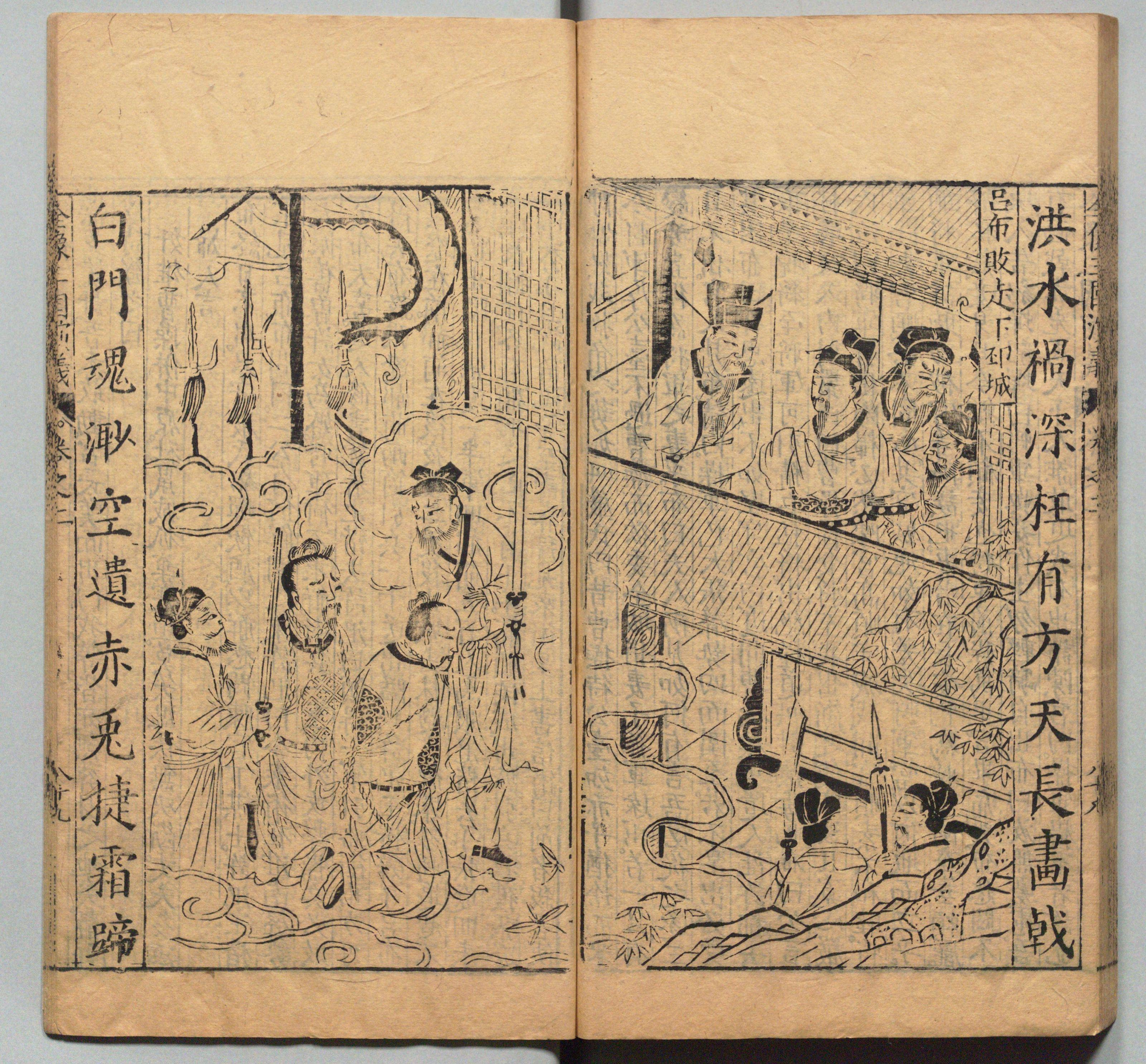
نگاره ای از نبرد شیاپی

نبرد شیاپی نبردی بود که توسط نیروهای لو بو بر ضد ارتش‌های سائو سائو و لیوبی در ۱۹۸ میلادی در دوره امپراتوری هان شرقی به وقوع پیوست. لو بو در این نبرد شکست خورد و به فرمان سائو سائو اعدام گشت.

## زمینه
در سال ۱۹۴، زمانی که سائو سائو در حال حمله به تائو کیان در استان ژو بود، زیردستانش چن گونگ و ژانگ میائو علیه او شورش کردند و به لو بو در حمله به پایگاه او در استان یان کمک کردند. سائو سائو تهاجم خود به استان ژو را رها کرد و برای حمله به لو بو بازگشت و به نبرد استان یان پردخت که بیش از ۱۰۰ روز طول کشید. تا سال ۱۹۵، سائو سائو تمام شهرهای خود را در استان یان بازپس گرفت و لو بو را در جویه شکست داد. لو بو و افرادش به شرق گریختند تا به لیو بی بپیوندند که جانشین تائو کیان به عنوان فرماندار (州牧) از استان ژو شده بود.
در سال ۱۹۶، سائو سائو امپراتور شیان را در ویرانه‌های لوئویانگ پیدا کرد و او را به ژوچانگ آورد، جایی که پایتخت جدید و دربار امپراتوری مستقر خواهد شد. در همان سال، لو بو از درگیری بین لیو بی و یوان شو برای تصرف شیاپی ( پیژو کنونی، جیانگ سو )، مرکز استان شو، استفاده کرد و عملاً کنترل استان را از لیو بی گرفت. لیو بی مجبور شد فرمانداری خود در استان شو را به لو بو تسلیم کند و در شهر نزدیک ژیائوپی مستقر شود. چندی بعد، لو بو از حضور لیو بی احساس خطر کرد و نیروهایش را به حمله به لیو بی هدایت کرد. لیو بی توسط لو بو شکست خورد و چاره ای جز پیوستن به سائو سائو نداشت. سائو سائو تدارکاتی را برای لیو بی فراهم کرد و او را به پادگان ژیائوپی فرستاد.
در حدود سال ۱۹۷، یوان شائو کنترل سه استان جی ، چینگ و بینگ در شمال رودخانه زرد را در دست داشت، بنابراین نامه ای به سائو سائو با لحنی متکبرانه نوشت. تقریباً در همان زمان، سائو سائو به تازگی توسط ژانگ شیو در نبرد وان‌چنگ شکست خورده بود و نامه او را عصبانی کرد. سائو سائو از نفوذ فزاینده یوان شائو در شمال چین احساس خطر می کرد و می خواست به یوان حمله کند، اما احساس می کرد که نیروهایش به اندازه کافی قوی نیستند. مشاوران سائو سائو ، گو جیا و ژون یو ، موقعیت را ارزیابی کردند و مزایای مختلفی را که سائو سائو نسبت به یوان شائو داشت، فهرست کردند. آنها همچنین به او توصیه کردند زمانی که یوان شائو با گونگسون زان در حال جنگ بود از فرصت برای از بین بردن لو بو استفاده کند، زیرا ممکن بود یوان شائو با لو بو متحد شود تا به او حمله کند. سپس سائو سائو برای مبارزه علیه لو بو آماده شد.

## نبرد

### درگیری بین لو بو و یوان شو
در سال ۱۹۷، یوان شو خود را امپراتور اعلام کرد و زیردستان خود هان یین را فرستاد (韓胤) برای ملاقات با لو بو، پیشنهاد ازدواج بین پسرش و دختر لو بو، تا اتحاد قوی تری بین او و لو بو ایجاد شود. لو بو در ابتدا با این پیشنهاد موافقت کرد و دخترش را به دنبال هان یین فرستاد. با این حال، لو بو همچنان از یوان شو به خاطر حمله پنج سال قبل به او کینه داشت، بنابراین پس از گوش دادن به چن گوی نظرش تغییر کرد. لو بو کاروان را تعقیب کرد و دخترش را پس گرفت، هان یین را اسیر کرد و به شوچانگ فرستاد، جایی که هان یین به دستور سائو سائو اعدام شد. سائو سائو لو بو را به عنوان ژنرال چپ منصوب کرد (左將軍) و شخصاً برای دلجویی از او نامه ای نوشت. لو بو چن دنگ را فرستاد تا با سائو سائو ملاقات کند و از طرف او از سائو سائو تشکر کند.
وقتی چن دنگ سائو سائو را ملاقات کرد، گفت که لو بو جسور است اما خیلی زیرک نیست و غیرقابل اعتماد است، بنابراین باید هر چه زودتر حذف شود. سائو سائو با دیدگاه چن دنگ موافق بود. چن دنگ به عنوان مدیر گوانگ‌لینگ منصوب شد و به طور مخفیانه توسط سائو سائو به عنوان جاسوس در نیروهای لو بو قرار گرفت.
از سوی دیگر، یوان شو به دلیل خیانت لو بو خشمگین شد، بنابراین ژنرال های خود را به نام ژانگ سون (張勳) و ژیائو روی (橋蕤رهبری ارتش برای حمله به شیاپی از هفت جهت با همکاری راهزنان موج سفید به رهبری هان شیان و یانگ فنگ فرستاد . لو بو در وضعیت نامناسبی قرار داشت و تنها ۳۰۰۰ مرد و ۴۰۰ اسب جنگی داشت. او می ترسید که نتواند در برابر یوان شو مقاومت کند، بنابراین چن گی را به خاطر مشاوره بد به او سرزنش کرد. با این حال چن گی فکر می کرد که هان شیان و یانگ فنگ واقعاً به یوان شو وفادار نیستند، بنابراین به لو بو توصیه کرد که آنها را متقاعد کند که اتحاد خود را با یوان شو بشکنند. وقتی لو بو به نیروهای یوان شو حمله کرد، هان شیان و یانگ فنگ به طرف او فرار کردند. نیروهای یوان شو شکست خوردند و لو بو آنها را تعقیب کرد تا اینکه به جنوب رودخانه هوآی رسید.

### محاصره شیاپی
در سال ۱۹۸، لو بو دوباره با یوان شو صلح کرد و ژنرال خود گائو ژون را برای حمله به لیو بی در ژیائوپی فرستاد. سائو سائو شیاهو دان را با ارتشی برای تقویت لیو بی فرستاد، اما باز هم توسط گائو شون شکست خوردند. ژیائوپی در اکتبر ۱۹۸ به دست نیروهای لو بو افتاد و لیو بی فرار کرد، اما همسرانش دستگیر شدند.
به دنبال آن، سائو سائو رسماً لشکرکشی خود را علیه لو بو آغاز کرد. هنگامی که ارتش سائو سائو به پنگ‌چنگ ( شوژو ، جیانگ سو کنونی ) رسید، چن گونگ از لو بو خواست تا به سائو سائو حمله کند زیرا نیروهای سائو سائو از راهپیمایی طولانی خود از ژوچانگ خسته شده بودند. با این حال، لو بو اصرار داشت که در شیاپی بماند و قبل از حمله منتظر رسیدن سائو سائو بود. یک ماه بعد، سائو سائو پنگ چنگ را فتح کرد. در همان زمان، چن دنگ به سمت سائو سائو فرار کرد و افراد خود را از گوانگ‌لینگ به شیاپی هدایت کرد. لو بو شخصاً نیروهای خود را برای درگیری با دشمن هدایت کرد اما شکست خورد و مجبور به عقب نشینی شد. لو بو به شیاپی بازگشت و بدون پیشروی محکم از شهر دفاع کرد.
سائو سائو نامه ای به لو بو نوشت و در مورد وضعیت خطرناک لو بو توضیح داد. لو بو ترسید و قصد تسلیم شدن را داشت، اما چن گونگ احساس کرد که ارتش سائو سائو مسافت زیادی را طی کرده است و نمی تواند در یک نبرد طولانی بجنگد. چن گونگ به لو بو توصیه کرد که بخشی از نیروهای خود را در خارج از شهر پادگان کند، در حالی که بقیه در داخل با او باقی بمانند، تا در صورت حمله به هر یک از طرفین بتوانند از یکدیگر حمایت کنند. چن‌گونگ همچنین گفت که بهترین زمان برای درگیری با نیروهای سائو سائو ماه‌ها بعد است، زمانی که ذخایر سائو سائو تمام شود. لو بو با این طرح موافقت کرد و می خواست چن گونگ و گائو شون را پشت سر بگذارد تا از شیاپی دفاع کند در حالی که او در خارج از شهر مستقر بود. با این حال، همسر لو بو ادعا کرد که چن گونگ و گائو شون نمی توانند با یکدیگر کنار بیایند، بنابراین اگر لو بو در اطراف نبود مشکل ساز می شد. او همچنین احساس می‌کرد که سائو سائو با چن‌ گونگ بهتر رفتار می‌کند (قبل از فرار چن گونگ به سوی لو بو) تا اینکه لو بو اکنون با چن‌ گونگ رفتار می‌کند، بنابراین چن‌گونک ممکن است به لو بو خیانت کند. بنابراین لو بو نقشه چن‌ گونگ را لغو کرد.
لو بو وانگ کای (王楷) و ژو سی (許汜) را برای درخواست کمک از یوان شو فرستاد، اما یوان وقتی به یاد آورد که لو بو چگونه از پیشنهاد ازدواج خود رد کرد، نپذیرفت. وانگ کای و ژو سی تلاش کردند تا یوان شو را برای ارسال کمک متقاعد کنند و ادعا کردند که در صورت حذف لو بو، یوان شو منزوی خواهد شد. یوان شو به فکر فرستادن نیروهای امدادی بود، اما بلافاصله این کار را انجام نداد. در این بین، لو بو فکر کرد که یوان شو به دلیل اتفاق پیشنهاد ازدواج حاضر به کمک به او نیست، بنابراین شخصاً دخترش را از شیاپی به بیرون اسکورت کرد و سعی کرد او را به قلمرو یوان شو بفرستد. با این حال، لو بو در خارج از شهر با نیروهای سائو سائو مواجه شد و نتوانست از محاصره خارج شود، بنابراین مجبور شد به عقب برگردد.
نیروهای سائو سائو پس از شکست در تصرف ژیاپی علیرغم محاصره طولانی مدت، خسته شده بودند. سائو سائو قصد عقب نشینی را داشت، اما استراتژیست های او سون یو و گو جیا فکر می کردند که ارتش لو بو پس از متحمل شدن این همه شکست، روحیه خود را از دست داده است، بنابراین به سائو سائو توصیه کردند که به محاصره ادامه دهد. سپس سائو سائو به سربازان خود دستور داد تا آب رودخانه‌های یی و سی را به سمت سیل ژیاپی هدایت کنند. لو بو محاصره شده پس از غرق شدن بیش از یک ماه شیاپی آماده تسلیم شد، اما چن گونگ او را متوقف کرد.

### تسلیم لو بو
هو چنگ ، ژنرال لو بو، مردی را پیدا کرد تا به او کمک کند تا مسئولیت ۱۵ اسب را بر عهده بگیرد، اما مرد با اسب ها فرار کرد و قصد داشت آنها را به لیو بی ارائه کند. هو چنگ شخصاً مرد را تعقیب کرد و اسب ها را پس گرفت. ژنرال های دیگر موفقیت هو چنگ را تبریک گفتند و هو چنگ غذا و شراب تهیه کرد و به لو بو تقدیم کرد. لو بو خشمگین شد و گفت: "من دستور دادم مشروبات الکلی را ممنوع کنند و اکنون شراب تهیه می کنی. آیا قصد داری که من را مست کنی و سپس علیه من مخالفت کنی؟" هو چنگ ناراضی و ترسیده بود، بنابراین در ۷ فوریه ۱۹۹  با سونگ شیان (宋憲) و وی زو (魏續) برای گرفتن چن گونگ و گائو شون قبل از تسلیم شدن به سائو سائو نقشه کشید.   
وقتی لو بو در مورد فرار هو چنگ شنید، افراد باقیمانده خود را به برج دروازه سفید هدایت کرد، جایی که دید که نیروهای سائو سائو در حال نزدیک شدن به او هستند. او از افرادش خواست که او را بکشند و سرش را برای سائو سائو بیاورند، اما آنها نپذیرفتند. لو بو سپس تسلیم شد. 

## عواقب نبرد
لو بو و پیروانش را بستند و به حضور سائو سائو و لیو بی آوردند. لو بو شکایت کرد که او را خیلی محکم بسته اند اما سائو سائو گفت: "ببر باید محکم بسته شود." لو بو سپس تلاش کرد تا سائو سائو را متقاعد کند که او را نجات دهد و قول داد که به سائو سائو خدمت کند. در حالی که سائو سائو در حال فکر کردن بود، لیو بی گفت: "آیا ندیدی چه اتفاقی برای دینگ یوان و دونگ ژئو افتاد؟" سائو سائو فکش را مالید. لو بو به لیو بی سرزنش کرد: "تو غیرقابل اعتمادترین فرد هستی."  یینگ‌ژیونگ جی (英雄記؛ سوابق قهرمانان ) اظهار داشت که سائو سائو در ابتدا می خواست پس از اینکه لو قول داد به او خدمت کند، جانش را نجات دهد. با این حال، وانگ بی (王必مأمور ثبت احوال سائو سائو، فوراً سائو سائو را متوقف کرد و گفت: "لو بو یک اسیر جنگی خطرناک است. زیردستان او در این نزدیکی هستند، نمی توان از او در امان ماند." سپس سائو سائو به لو بو گفت: "می‌خواستم از تو دریغ کنم، اما مسئول ثبت احوال من قبول نمی‌کند. خب، چه کار باید بکنم؟" 
وقتی سائو سائو از چن گونگ پرسید چه اتفاقی برای اعضای خانواده‌اش می‌افتد، چن گونگ اشاره کرد که سائو سائو باید به آنها رحم کند. سائو سائو به خانواده چن گونگ رحم کرد و با آنها به خوبی رفتار کرد.   سپس چن گونگ سرنوشت خود را پذیرفت و بدون اینکه به عقب نگاه کند به سمت محل اعدام رفت. سائو سائو از مرگ چن گونگ به شدت اندوهگین شد.  سائو سائو لو بو را با دار زدن اعدام کرد. او دستور داد که اجساد لو بو، چن گونگ، گائو شون و دیگران را بریده و سرهای آنها را به شوچانگ بفرستند و سپس دفن کنند. 
سائو سائو ژانگ لیائو، چن کون و دیگرانی را که قبلاً به لو بو خدمت می کردند پذیرفت و آنها را به عنوان ژنرال یا مقامات زیر نظر خود منصوب کرد. جنگ سالاران کوچک دیگر مانند زانگ با ، سان گوان (孫觀)، وو دان (吳敦، یین لی و چانگ شی (昌豨) که قبلاً با لو بو همدست می شدند نیز تسلیم سائو سائو شدند و او آنها را مسئول فرماندهی های مختلف در امتداد خط ساحلی قرار داد.
با پایان نبرد ژیاپی، سائو سائو تهدید لو بو را به طور کامل از بین برد. سال بعد، لیو بی روابط خود را با سائو سائو قطع کرد و پس از کشتن چه ژو (車冑)، کنترل استان شو را به دست گرفت، اما سائو سائو به سرعت لیو بی را شکست داد و کنترل استان را دوباره به دست گرفت. سائو سائو با توجه به اینکه استان ژو را کاملاً تحت کنترل خود دارد، دیگر هیچ تهدید قریب‌الوقوعی بر پایگاه خانگی خود در استان‌های یان و یو نداشت. این یک مزیت برای سائو سائو در نبرد گواندو در سال ۲۰۰ در برابر یوان شائو شد.